# Mithun Chakraborty
Pour les articles homonymes, voir Chakraborty.
Gourang Chakraborty, mieux connu sous le nom de scène Mithun Chakraborty (en bengali : মিঠুন চক্রবর্তী), né le 16 juin 1950 à Calcutta, est un acteur, chanteur, producteur, travailleur social, entrepreneur et député indien.
Il est le récipiendaire de trois National Film Awards.